# پرستار خصوصی
پرستار خصوصی پرستاری است که در محیط‌های خصوصی شامل موسسات، خانه‌ها یا بیمارستان‌ها و خانه‌های سالمندان و سایر موسسات شبیه به کار می‌پردازد. هزینه این خدمات می‌تواند به صورت پرداخت شخصی، بیمه‌های خصوصی، سازمان‌های مدیریت درمانی و سایر کمک‌های دولتی صورت پذیرد. بیشتر پرستاران خصوصی خود-شاغل هستند و به صورت قراردادی یا در زمینه رو به گسترش مراقبت در منزل کار می‌کنند.